# 皇家大匯演
皇家大匯演（Royal Variety Performance）是英國皇家匯演慈善會每年舉辦的慈善匯演活動，英國皇室成員每年均會出席。匯演內容多樣，包括喜劇、音樂、舞蹈、魔術、特技等內容。現在獨立電視台（ITV）是皇家大匯演在英國國內的播出機構。在1960年至2010年，ITV曾和BBC共同負責製播皇家大匯演。首屆皇家大匯演舉辦於1912年7月1日。每年英國達人的冠軍得主可以出演皇家大匯演。

## 外部連結
- Official website （页面存档备份，存于）
- History of the Royal Variety Performance （页面存档备份，存于）